# Cầu Hàm Rồng
Cầu Hàm Rồng là cầu đường bộ nằm trên đoạn Quốc lộ 1 cũ và đường sắt Thống Nhất bắc qua sông Mã, thuộc địa phận 2 phường: Hàm Rồng và Tào Xuyên. Cầu cách trung tâm thành phố Thanh Hóa 4 km về phía Bắc.

## Lịch sử
Cầu Hàm Rồng cũ do Pháp xây dựng năm 1904 là cầu vòm thép không có trụ ở giữa. Cầu này bị Việt Minh phá hủy năm 1947 trong chiến dịch tiêu thổ kháng chiến. Năm 1962 cầu Hàm Rồng mới được khởi công xây dựng. Khánh thành ngày 19 tháng 5 năm 1964, cầu gồm 2 nhịp dầm thép, ở giữa là đường sắt, 2 bên là đường ô tô và đường dành cho người đi bộ.

## Trong chiến tranh Việt Nam

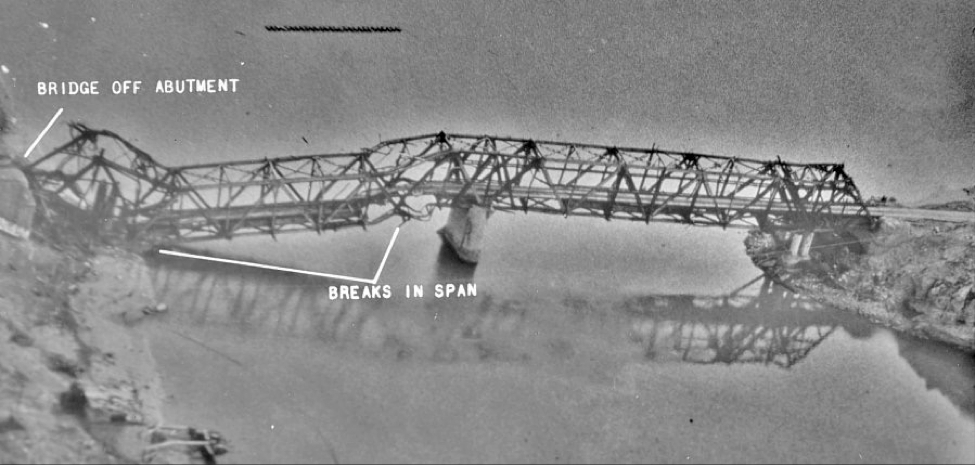
Cầu Hàm Rồng bị hư hỏng nặng năm 1972 khi trúng bom laser của quân đội Mỹ

Cầu Hàm Rồng có vị trí giao thông rất quan trọng là cầu đường sắt duy nhất đi qua sông Mã. Đây là cây cầu rất nổi tiếng trong chiến tranh Việt Nam là trọng điểm của cuộc đấu tranh đánh phá và bảo vệ giao thông. Không lực Hoa Kỳ liên tục đánh phá với cường độ rất cao và với các chiến thuật khác nhau. Các đơn vị bảo vệ cầu đã chiến đấu hàng trăm trận, bắn rơi hơn 100 máy bay các loại. Không quân Việt Nam tại đây bắn rơi 4 máy bay Mỹ. Trung đoàn pháo phòng không 228 bảo vệ cầu Hàm Rồng đã bắn rơi 90 máy bay, được phong danh hiệu Anh hùng lực lượng vũ trang Nhân dân và được mang tên Đoàn Hàm Rồng. Vị thế của cầu rất đặc biệt làm cho cầu rất khó bị bom đánh trúng: tại 2 đầu Bắc và Nam của cầu có 2 hòn núi (núi Rồng và núi Ngọc) đã chắn hết các bom định ném xuống cầu và là nơi các lực lượng phòng không bảo vệ cầu bắn đón đầu các máy bay oanh tạc phải bay theo một hướng bắt buộc. Do vậy nên trong cuộc chiến tranh không quân lần thứ nhất của Mỹ chống miền Bắc Việt Nam từ năm 1964 - 1968 tuy bị đánh phá rất ác liệt nhưng Không quân Mỹ không thể ném bom trúng cầu. Chỉ đến năm 1972 ngay đợt đầu của chiến tranh không quân lần 2 (bắt đầu từ ngày 16 tháng 4 năm 1972) Hoa Kỳ áp dụng bom thông minh (bom điều khiển bằng laser) đã đánh trúng cây cầu này và đã làm tê liệt hoàn toàn cầu Hàm Rồng.
Năm 1973 cầu được khôi phục lại, trụ giữa vẫn dùng lại làm móng cột ống, tháo dỡ dầm thép cũ, thay bằng 2 nhịp 80 m đơn giản mà chắc chắn.

## Trong văn thơ
Bài thơ "Cái cầu" của thi sĩ Phạm Tiến Duật, trích đoạn:
Cha gửi cho con chiếc ảnh cái cầu
Cha vừa bắc xong qua dòng sông sâu
Xe lửa sắp qua, thư cha nói thế,
Con cho mẹ xem - cho xem hơi lâu
...
Yêu hơn, cả cái cầu ao mẹ thường đãi đỗ
Là cái cầu này ảnh chụp xa xa;
Mẹ bảo: cầu Hàm Rồng sông Mã
Con cứ gọi: cái cầu của cha.

## Cầu Hàm Rồng ngày nay

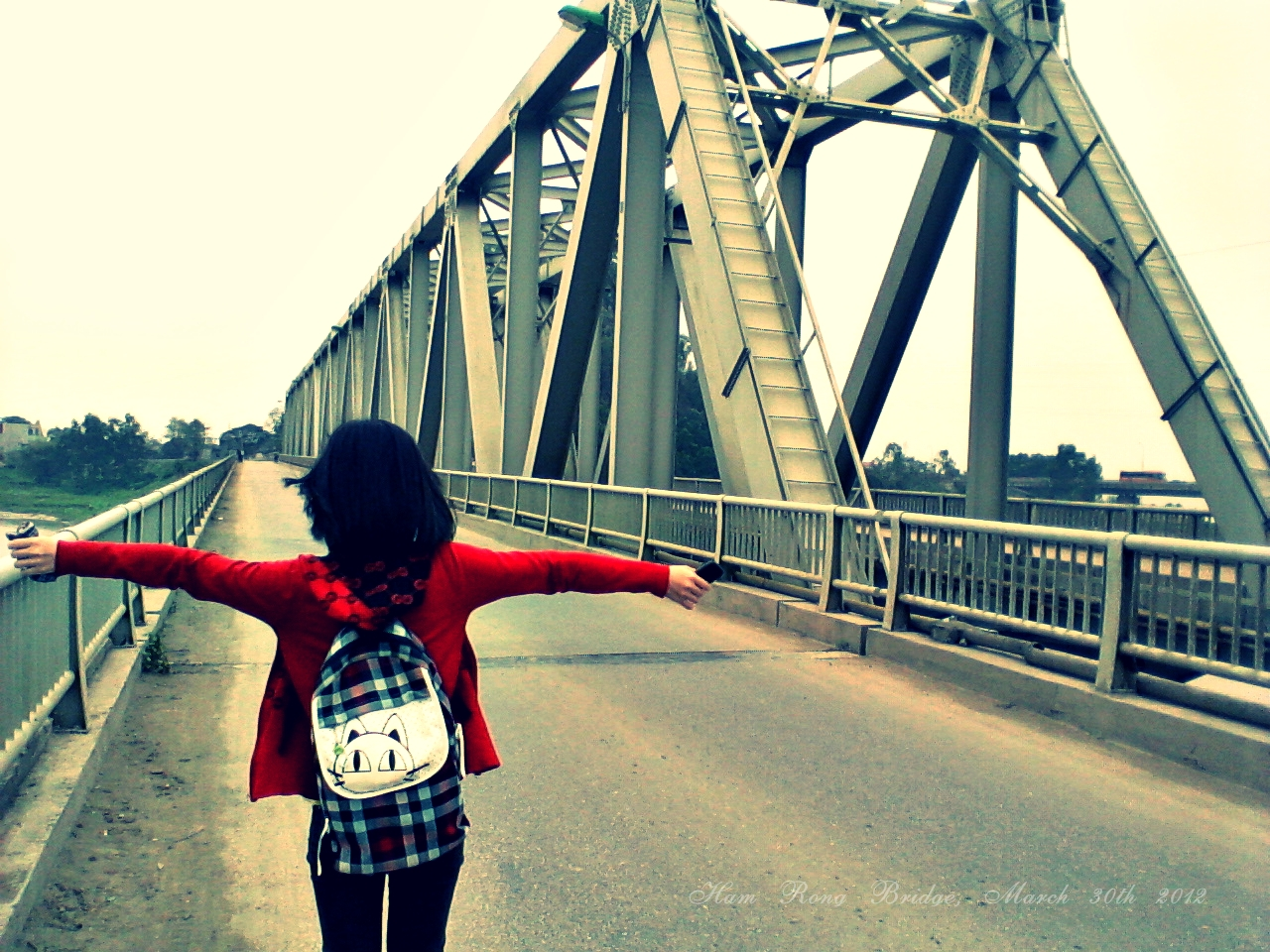
Nữ sinh bên cầu Hàm Rồng ngày nay

Cầu Hàm Rồng ngày nay trở thành 1 di tích lịch sử vô giá, là 1 địa điểm tham quan thu hút khách du lịch mỗi khi tới thành phố Thanh Hóa. Học sinh, sinh viên thường hay lên cầu để nô đùa, ngắm cảnh hoàng hôn. Hoạt động giao thông qua lại ít, chủ yếu là phương tiện thô sơ, mỗi khi có ô tô trọng tải lớn, tàu hỏa đi qua, cầu rung lắc rất mạnh.
Đứng từ phía cầu Hàm Rồng, người ta có thể nhìn thấy dòng sông Mã cuồn cuộn chảy hùng vĩ, cầu Hoàng Long huyết mạch nối 2 miền Nam - Bắc và nhìn về một thời hoa lửa.
Từ năm 2009, khởi công dự án cải tạo Cầu Hàm Rồng và cảnh quan chung quanh thành Công viên Hàm Rồng, trong "Dự án Xử lý sạt lở khẩn cấp đê hữu sông Mã, đoạn từ km 39 + 350 đến km 40 + 742 – Thanh Hoá" (gọi tắt là Dự án Hàm Rồng).